# Neue Gruppe
Die Neue Gruppe ist ein Zusammenschluss verschiedener bildender Künstler aus allen Disziplinen in München. Sie wurde 1946 gegründet und ist heute als gemeinnütziger Verein eingetragen.

## Geschichte
Die Neue Gruppe wurde 1946 gegründet und organisierte 1947 ihre erste Ausstellung in der Städtischen Galerie im Lenbachhaus. Im Katalog zu dieser Ausstellung formulierte man das Anliegen der Gruppe folgendermaßen: „Der Verband verfolgt das Anliegen, diejenigen Künstler zu vertreten, die sich im Besonderen um die modernen bildnerischen Probleme bemühen, ohne sich dabei doktrinär auf eine Kunstrichtung festzulegen.“ Die Mitglieder rekrutierten sich zu einem großen Teil aus den im Dritten Reich geächteten oder emigrierten Künstlern der Münchener Neuen Secession. 1949 kam es zum Zusammenschluss mit der Münchener Secession und der Neuen Münchner Künstlergenossenschaft zur „Ausstellungsleitung Haus der Kunst“. Diese richtet seitdem jährlich die „Große Kunstausstellung München“ im Haus der Kunst aus.

## Vorstand
- Präsidentin: Trisha Kanellopoulos
- Stellvertretende Vorsitzende: Zita Habarta
- Ehrenpräsident: Reinhard Fritz

### Ehemalige Präsidenten
- Adolf Hartmann (1950–1972)
- Remigius Netzer (1973–1979)
- Mac Zimmermann (1979–1986)
- Erich Koch (1986–1990)
- Andreas Bindl (1990–1996)
- Reinhard Fritz (1996–1999)
- Hans Friedrich (1999–2006)
- Voré (2006–2010)
- Heike Pillemann (2009–2011)
- Hilde Seyboth (2011–2013)
- Pavel Zelechovsky (2013–2016)
- Hilde Seyboth (2016–2019)

## Mitglieder
Unter den Gründungsmitgliedern waren viele namhafte Künstler wie Karl Schmidt-Rottluff, Karl Hofer, Charles Crodel oder Willi Baumeister. Zu den weiteren bedeutenden Künstlern der Neuen Gruppe gehören Erich Heckel, Oskar Kokoschka, Ernst Wilhelm Nay oder Max Pechstein. Die aktuelle Mitgliederzahl liegt bei 76 (April 2016).

## Nachweise
1. ↑  Aus dem Vorwort zum Katalog der ersten Ausstellung der Neuen Gruppe, Städtische Galerie im Lenbachhaus 1947